# Kontagionisten
Der Ausdruck Kontagionisten (von lateinisch contagium ‚die ansteckende Berührung, die Ansteckung‘) bezeichnet die historischen Anhänger der sogenannten Ansteckungstheorie. Diese vertraten schon früh die später als richtig bewiesene Auffassung, dass Krankheiten durch die Übertragung von Krankheitssamen (seminaria) bzw. belebte Keime (contagia viva) durch Berührung (contagione) von Mensch zu Mensch oder durch infizierte Waren bzw. Gegenstände erfolgt. Ihre Ansicht blieb lange in der Minderheit.
Die Idee von lebenden Krankheitserregern wurde erstmals von Marcus Terentius Varro im 1. Jahrhundert v. Chr. formuliert. Im Gegensatz dazu glaubten die Anhänger der Miasmatologie, dass Verunreinigungen bzw. Gifte, die dem Erdreich entstiegen und unter anderem durch menschlichen Unrat verursacht wurden, Ursache von Seuchen seien. Die meisten Kontagionisten sahen keinen Widerspruch darin, ihre Theorie durch die des Miasmas zu ergänzen oder Elemente daraus zu übernehmen. Es waren auf der anderen Seite radikale Miasmatiker oder Antikontagionisten, die grundsätzlich jede Ansteckung in Frage stellten und damit die Debatte eigentlich (und in der Folge immer wieder) auslösten. Die beiden epidemiologischen Grundausrichtungen legten unterschiedliche Maßnahmen bei der Bekämpfung und Vorbeugung der Pest nahe – mit jeweils anderen politischen Implikationen.
Rudolf Virchow als bedeutender Mediziner des 19. Jahrhunderts gelangte erst nach anfänglichem Zögern zu der Erkenntnis, dass bestimmte Seuchen durch Ansteckung entstünden. Diese Kontroverse wurde im 19. Jahrhundert durch die Forschungen von Louis Pasteur und Robert Koch beendet, welche die Ansteckungstheorie bewiesen.